# Черногорюк, Эдин Владимирович
Эдин Владимирович Черногорюк (Эдуард Густавович Шнекенбургер) (1924—1995) — красноармеец Рабоче-крестьянской Красной Армии, участник Великой Отечественной войны, Герой Советского Союза (1943), лишён звания в 1949 году.

## Биография
Эдуард Шнекенбургер родился 10 сентября 1924 года в Одессе. По национальности — немец. В 1941 году окончил в Одессе немецкую школу.
С октября 1941 года находился на оккупированной территории. Был привлечён немцами к работе в качестве переводчика.
15 марта 1943 года он был призван на службу в Рабоче-крестьянскую Красную Армию Волунским городским военным комиссариатом Курской области в состав 232-го запасного полка. Свои настоящие имя, фамилию и национальность скрыл. Назвался как Черногорюк Эдин Владимирович (человек с такой фамилией проживал в Одессе в соседнем доме).
С 17 июля 1943 года — на фронтах Великой Отечественной войны. Участвовал в боевых действиях на Брянском и Центральном фронтах. Был линейным надсмотрщиком 737-й отдельной кабельно-шестовой роты (3-я гвардейская танковая армия, Воронежский фронт).
25 сентября 1943 года, во время битвы за Днепр, Черногорюку было дано приказание найти лодку для переправы подразделения на другой берег реки. Обнаружив лодку у острова, он вплавь добрался до неё, пригнал лодку и перевёз на ней людей и материальную часть, несмотря на орудийный и миномётный огонь. На лодке он сделал 9 рейсов через Днепр, участвовал в восстановлении прерванной связи с ведущими бой подразделениями. За этот бой он был награждён медалью «За отвагу», а впоследствии представлен к званию Героя Советского Союза.
Указом Президиума Верховного Совета СССР от 17 ноября 1943 года красноармеец Эдин Черногорюк был удостоен высокого звания Героя Советского Союза с вручением ордена Ленина и медали «Золотая Звезда».
С марта 1944 года курсант Муромского военного училища связи, младший сержант. С октября 1944 года — слушатель английского отделения Военного института иностранных языков, младший лейтенант (1945).
С января 1946 года проходил службу переводчиком Штаба союзной комендатуры (советский сектор) г. Берлина.
В августе 1946 года арестован. 6 декабря 1947 года Постановлением Особого совещания при МГБ СССР осуждён по ст.58-1а УК РСФСР (измена Родине) на 10 лет лишения свободы.
Указом Президиума Верховного Совета СССР от 14 сентября 1949 года Черногорюк был лишён звания Героя Советского Союза.
11 апреля 1955 года освобождён по отбытии наказания. После освобождения ему были оформлены документы на настоящие имя и фамилию. Работал слесарем-сборщиком на Николаевском судостроительном заводе, затем на различных стройках народного хозяйства СССР. В 1979 году Эдуарду Шнекенбургеру назначена пенсия, но он продолжал работать.
С 1989 года проживал в Томске. Работал до 4 апреля 1995 года.
Умер 14 мая 1995 года. Похоронен на Томском городском кладбище.